# Serie A (Italia)
La Serie A de Italia (conocida simplemente como Serie A y llamada oficialmente, por motivos de patrocinio, como Serie A Enilive), es la máxima categoría del sistema de ligas italiano, organizada por la Lega Nazionale Professionisti (LNP) desde 1946, tras suceder a la Federación Italiana de Fútbol (FIGC) y convertirse en 2010 en la Lega Nazionale Professionisti Serie A (LNPA).
Comenzó a disputarse en 1929 y desde entonces se viene celebrando sin interrupciones, con la excepción del período entre 1943 y 1945 por la Segunda Guerra Mundial. La competición es sucesora de los Campeonatos Italianos nacionales surgidos en 1898, disputados hasta 1929, en que se crea el vigente formato unificado. Está formada por veinte clubes, que disputan un total de 380 partidos (38 cada club), en cada temporada que se extiende entre los meses de agosto y mayo. Los tres últimos clasificados al final del campeonato, descienden a la Serie B.
A lo largo de su historia, doce clubes se han proclamado campeones, en un palmarés liderado por la Juventus F. C. con 36 títulos, seguida por el F. C. Internazionale con 20 títulos, y en tercer lugar el A. C. Milan con 19 títulos. Se suele pensar a estos tres equipos como los más importantes de Italia: ya que mientras el Inter es el único club que nunca descendió a la segunda división (Serie B), es además el primer y único club italiano que ha conseguido el «Triplete» (Liga, Copa y Champions en una temporada), la Juventus es el club que más veces ha ganado el torneo (36); y el Milan es uno de los cinco clubes con más títulos internacionales, y el segundo con más títulos de campeón continental (7). El enfrentamiento entre juventinos e interistas se conoce como el «Derby d'Italia», el disputado entre juventinos y milanistas se conoce como el «Derby dei Campioni», mientras que el disputado entre los dos clubes milaneses, es el «Derby della Madonnina». Junto a los tres grandes clubes del norte del país, destacan los cuatro grandes clubes del centro-sur: los dos clubes capitalinos, S. S. Lazio y A. S. Roma, junto a la S. S. C. Napoli y la A. C. F. Fiorentina.
La Serie A es considerada una de las cinco grandes ligas europeas junto con la Premier League inglesa, La Liga española, la Bundesliga alemana y la Ligue 1 francesa, ocupando el tercer puesto del coeficiente UEFA. Según la Federación Internacional de Historia y Estadística de Fútbol (IFFHS), es la primera liga más relevante del mundo.

## Historia
Para los campeonatos precedentes véase Primera División de Italia

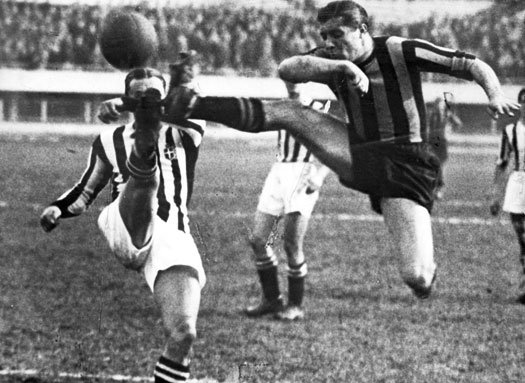
Giuseppe Meazza, jugador histórico de los dos equipos de Milán (1933).

El campeonato se inició en 1898 como Campionato Federale (es. Campeonato Federal). El primer dominador de la competición fue el Genoa Cricket & Football Club, imponiéndose en seis de las primeras siete ediciones. El equipo que cortó su racha fue el AC Milan en 1901. Además del club genovés con nueve campeonatos en la época amateur, en dicha etapa también se destacó el Pro Vercelli con siete conquistas entre 1908 y 1922. Entre 1915 y 1919 no se disputó el torneo a causa de la Primera Guerra Mundial.
En 1929, con la profesionalización del fútbol italiano cambió de nombre a Serie A o Campionato a girone unico (es. Campeonato a única vuelta). Durante los años treinta el Foot-Ball Club Juventus se impuso durante cinco temporadas consecutivas (1930-1935). Por su parte, el Bolonia se consagraba campeón en otras tres ocasiones más. En esta década destacaron jugadores como Giuseppe Meazza con el Inter.
La década de los años cuarenta fue la época dorada de la Associazione Calcio Torino, logrando cinco campeonatos. Entre 1943 y 1945 tuvo que suspenderse de nuevo la competición debido a la Segunda Guerra Mundial.

### Segunda mitad delsigloXX
Durante los años cincuenta AC Milan y Juventus fueron los dominadores. Mientras que el equipo rosonero contaba con la delantera sueca formada por Gunnar Gren, Gunnar Nordahl y Nils Liedholm; en la Juventus se destacaron Omar Sivori, John Charles y Giampiero Boniperti. En 1956 la Fiorentina logró su primer campeonato.

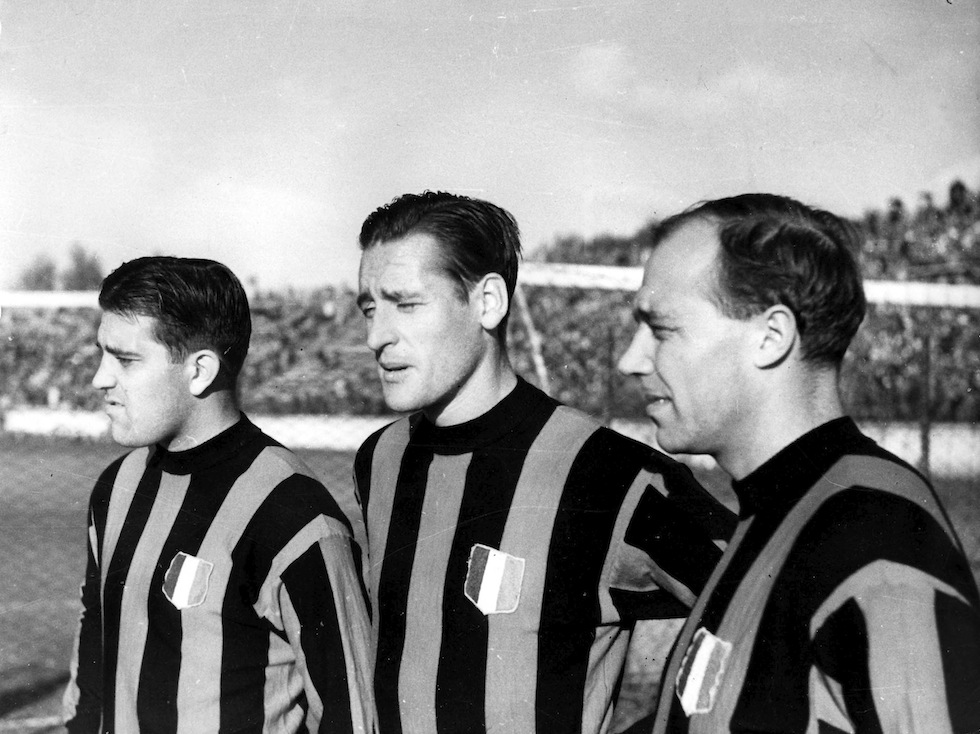
Gunnar Nordahl, Nils Liedholm y Gunnar Gren, conocidos como el Gre-No-Li de Milán.

En la década de los sesenta los campeonatos estuvieron muy repartidos. El Inter de Milán del español Luis Suárez fue el principal dominador con tres scudetti y otros tres subcampeonatos. Por su parte, Milán y Juventus obtuvieron dos campeonatos cada uno, mientras que la Fiorentina se impuso en el año 1969. Además, en 1970 el Cagliari logró su primer y único campeonato.
La primera mitad de los años ochenta estuvo dominada por la Juventus dirigida por Trapattoni y liderada por Michel Platini. También destaca el sorprendente triunfo del Hellas Verona en 1985 y el primer scudetto obtenido por SCC Napoli en 1987, liderado por Maradona. El equipo napolitano también lograría el campeonato en 1990. En 1988 irrumpe en escena el gran Milan de Sacchi, director técnico, y que contaba con los neerlandeses Van Basten, Gullit y Rijkaard. Por su parte el Inter adquirió a los alemanes Matthäus y Klinsmann, proclamándose campeón en el año 1989.
Los años noventa estuvieron dominados por el Milan de Capello y la Juventus, a excepción del título obtenido por la Sampdoria en 1991, primero y único para el equipo genovés.
A partir de la temporada 1994/95 se estableció el actual sistema de puntuación, otorgando 3 puntos por cada victoria. En esta década la Serie A se consolidó como la liga más potente de Europa; sus clubes ganaron más títulos europeos que otras ligas y aterrizaron en Italia los mejores jugadores del momento, como Zidane, Ronaldo, Weah o Batistuta.

### SigloXXI
Las dos primeras temporadas del nuevo siglo estuvieron dominadas por los dos conjuntos de la capital italiana. La Lazio liderada por Pavel Nedvěd y Alessandro Nesta se llevó el scudetto en el año 2000, mientras que la AS Roma se impuso en año 2001. La Juventus ganó el título en los dos años siguientes, gracias a fichajes como Gianluigi Buffon, Lilian Thuram o el propio Nedvěd, tras la venta de Zinedine Zidane al Real Madrid Club de Fútbol por 73 millones de euros. En 2004, el AC Milan ganó el campeonato.
Marcada por el escándalo del «Calciopoli», en el cual se le revocaron dos títulos a la Juventus —uno de ellos anulado y el otro otorgado posteriormente al Inter de Milán—, la temporada 2006-07 fue la primera en la que la Juventus no participó en la Serie A, ya que fue penalizada con el descenso a la Serie B. Además, el AC Milan, la Fiorentina y la Lazio comenzaron el campeonato con penalizaciones de puntos. Dos de los jugadores más importantes del club turinés, Zlatan Ibrahimović y Patrick Vieira, terminaron fichando por el Inter de Milán, lo que convirtió al equipo en el favorito para ganar el título. Finalmente, el Inter se llevaría el scudetto con un récord de 97 puntos.
La temporada 2007-08, el Inter de Milán se coronó nuevamente campeón en el año de su centenario y logró sellar tres campeonatos consecutivos, para sumar otros dos más en 2008-09 con José Mourinho como técnico, y en 2009-10; el primero en conseguirlo en el siglo XXI tras el Torino Football Club y la Juventus Football Club como únicos en consiguieron cinco títulos seguidos.
Con la Juventus de vuelta en la Serie A y tras un breve triunfo de la AC Milan en la campaña 2010-11, comienza la nueva era en el fútbol italiano, con el dominio aplastante de una Juventus liderada por Antonio Conte y jugadores como Buffon, Chiellini, Marchisio, Pirlo y Vidal. Una Juve que, viniendo de dos séptimos puestos, se proclama campeón invicto tras 38 jornadas (récord de Italia), con un record de 23V-15E-0D en la temporada 2011-12. Título que reivindica al año siguiente 2012-13. En la temporada 2013-14, la Roma logra la mejor temporada de su historia, sin embargo, no logra arrebatarle el scudetto a la Juventus, que logró el campeonato tras establecer la mejor marca de puntos para un equipo de las principales ligas de Europa con 102, producto de 33 victorias, 3 empates y 2 derrotas, ganando todos sus partidos en casa.

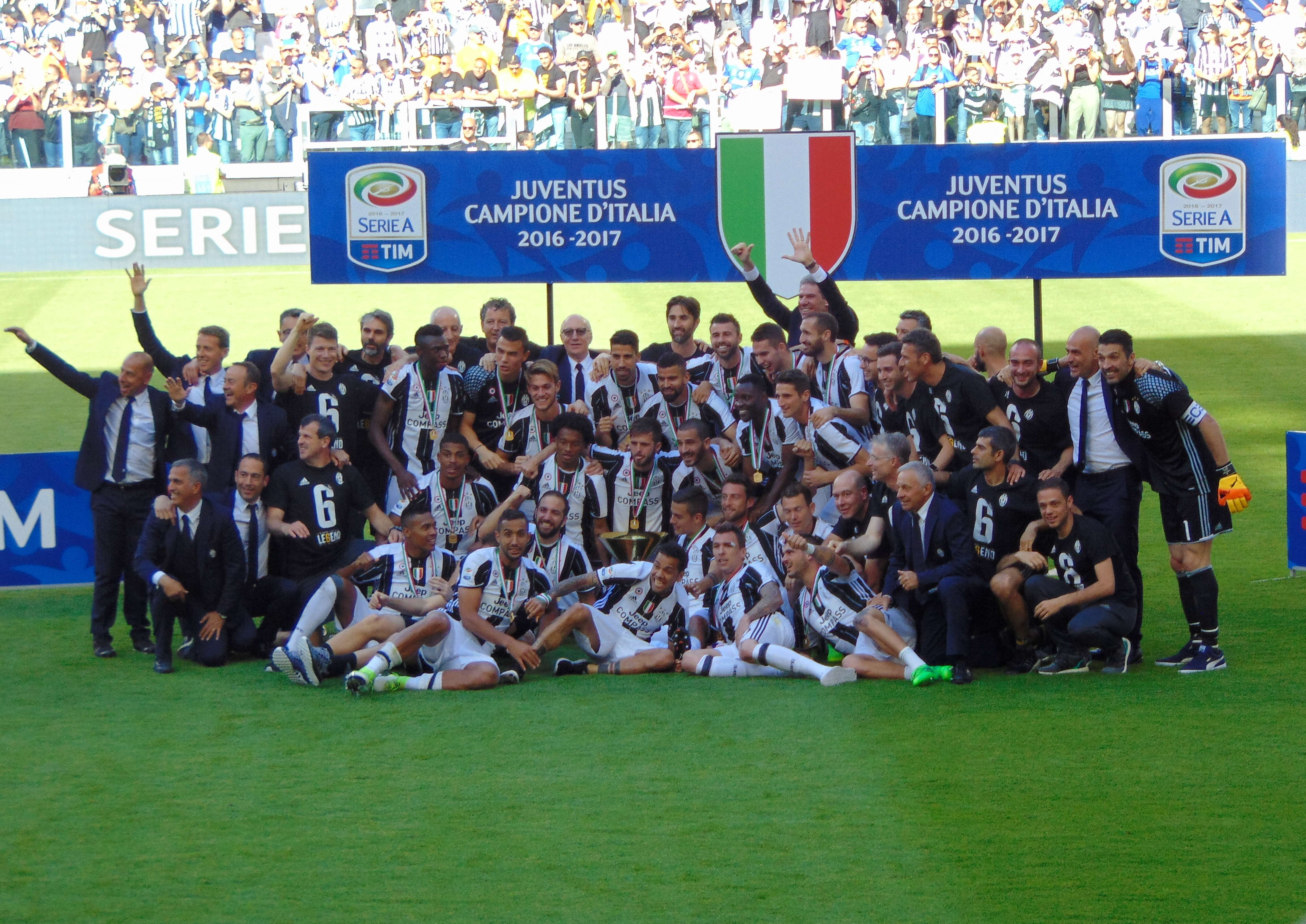
La Juventus de los años 2010.

El siguiente año, en la temporada 2014-15 tras la marcha de Antonio Conte, la Juventus contrata a Massimiliano Allegri, quien hereda el plantel tricampeón y, con pocos cambios tácticos, conduce a los bianconeri a ganar 4º título consecutivo, esta vez con menos oposición. Para la 2015-16, la Juventus se renueva, y anuncia las salidas de Pirlo, Vidal y Tévez, para hacerse con jugadores como Dybala, Alex Sandro o Kedhira, creando un nuevo ciclo ganador que se coronaría pentacampeón.
A mediado el campeonato 2019-20 se anuncia una pandemia global vírica conocida como COVID, que llegó a Europa desde Asia. A medida que diferentes países del continente fueron registrando casos de contagio y fallecimientos, los organismos deportivos comenzaron a tomar medidas preventivas y varios de los partidos programados en Italia fue disputados a puerta cerrada (sin público), o cancelados, para frenar su avance, no cesó la preocupación ni los contagios, y se dieron casos en futbolistas y directivos de diversos clubes. Ante el panorama el CONI y la FIGC decidieron suspender la competición a la espera de nuevos acontecimientos, decisión que también tomó la UEFA con la Liga de Campeones y la Liga Europa, o La Liga con el campeonato español, por citar casos de similar magnitud.

## Participantes
A lo largo de la historia de la competición han participado sesenta y siete equipos diferentes, y el Football Club Internazionale es el único que ha disputado siempre la categoría desde su edición inaugural. Le siguen las 85 de la Juventus Football Club y de la Associazione Sportiva Roma —siendo solamente una la que no disputaron—, las 84 de la Associazione Calcio Milan y las 80 de la Associazione Calcio Fiorentina. Son los únicos cinco equipos que han disputado 80 o más temporadas de la máxima categoría del fútbol italiano.
El campo de juego más antiguo de Italia es el Stadio Luigi Ferraris, con orígenes en el 22 de enero de 1911 y utilizado por el Genoa Cricket & Football Club y la Unione Calcio Sampdoria. Por otro lado, el de menos longevidad es el Juventus Stadium inaugurado en 2011, momento en el que sustituyó al antiguo Stadio delle Alpi, ubicado en el mismo terreno.
Aunque en los primeros años sólo participaban entre cuatro y seis equipos, más adelante se fue incrementando paulatinamente la cifra hasta los actuales veinte equipos.
En la temporada 2022-23 asciende por primera vez el Associazione Calcio Monza.

### Temporada 2024-25
Nota: indicadas entre paréntesis el número de temporadas disputadas de la competición.
| Equipos de la temporada 2024-25 |      |                 |      |
| Atalanta B. C.                  | (64) | A. C. Milan     | (91) |
| Bologna F. C.                   | (78) | S. S. C. Napoli | (79) |
| Cagliari Calcio                 | (44) | A. S. Roma      | (92) |
| Empoli F. C.                    | (17) | Venezia F. C.   | (14) |
| A. C. F. Fiorentina             | (87) | Genoa C. F. C.  | (84) |
| U. S. Lecce                     | (19) | Parma Calcio    | (23) |
| Hellas Verona F. C.             | (34) | Como 1907       | (14) |
| F. C. Internazionale            | (93) | Torino F. C.    | (81) |
| Juventus F. C.                  | (92) | Udinese Calcio  | (52) |
| S. S. Lazio                     | (82) | A. C. Monza     | (3)  |

## Sistema de competición

Scudetto que porta el campeón de liga.

El sistema del campeonato está definido a través de enfrentamientos entre todos los clubes en partidos de ida y vuelta, de manera que el club que obtiene el mayor puntaje al final del torneo es proclamado campeón de Italia (it. campione d'Italia), recibiendo el trofeo conocido como Copa de Campeones de Italia (it. Coppa dei campioni d'Italia) y, desde 1924, un distintivo en forma de escudo con los colores de la bandera nacional, el Scudetto. Además, el campeón disputa la Supercopa de Italia, contra el ganador de la Copa de Italia de esa misma temporada.
A partir de la temporada 2017-18, el campeonato tiene seis plazas europeas: serán los cuatro primeros clasificados los que tengan plaza para disputar Liga de Campeones, que se clasifican directamente a la fase de grupos. Por último tanto el quinto como el sexto disputan la Liga Europa, junto con el campeón de Copa.

## Historial
Para un mejor detalle de cada edición y sus campeones históricos véase Historial de la Primera División de Italia
Nota: Nombres y banderas de los equipos según la época.
| Temporada | Campeón                                            | Subcampeón                                         | Tercero                                            | Notas                                                                |
| Serie A   | Serie A                                            | Serie A                                            | Serie A                                            | Serie A                                                              |
| --------- | -------------------------------------------------- | -------------------------------------------------- | -------------------------------------------------- | -------------------------------------------------------------------- |
| 1929-30   | Ambrosiana Inter (1)                               | Genoa C. F. C.                                     | Juventus F. C.                                     |                                                                      |
| 1930-31   | Juventus F. C. (1)                                 | A. S. Roma                                         | Bologna F. C.                                      |                                                                      |
| 1931-32   | Juventus F. C. (2)                                 | Bologna F. C.                                      | A. S. Roma                                         |                                                                      |
| 1932-33   | Juventus F. C. (3)                                 | Ambrosiana Inter                                   | Bologna F. C.                                      |                                                                      |
| 1933-34   | Juventus F. C. (4)                                 | Ambrosiana Inter                                   | S. S. C. Napoli                                    |                                                                      |
| 1934-35   | Juventus F. C. (5)                                 | Ambrosiana Inter                                   | A. C. F. Fiorentina                                |                                                                      |
| 1935-36   | Bologna F. C. (1)                                  | A. S. Roma                                         | Torino F. C.                                       |                                                                      |
| 1936-37   | Bologna F. C. (2)                                  | S. S. Lazio                                        | Torino F. C.                                       |                                                                      |
| 1937-38   | Ambrosiana Inter (2)                               | Juventus F. C.                                     | Milan A. S.                                        |                                                                      |
| 1938-39   | Bologna F. C. (3)                                  | Torino F. C.                                       | Ambrosiana Inter                                   |                                                                      |
| 1939-40   | Ambrosiana Inter (3)                               | Bologna F. C.                                      | Juventus F. C.                                     |                                                                      |
| 1940-41   | Bologna F. C. (4)                                  | Ambrosiana Inter                                   | A. C. Milano                                       |                                                                      |
| 1941-42   | A. S. Roma (1)                                     | Torino F. C.                                       | Venezia F. C.                                      |                                                                      |
| 1942-43   | Torino F. C. (1)                                   | A. S. Livorno Calcio                               | Juventus F. C.                                     |                                                                      |
| 1943-44   | Liga no disputada por la Segunda Guerra Mundial(1) | Liga no disputada por la Segunda Guerra Mundial(1) | Liga no disputada por la Segunda Guerra Mundial(1) | Liga no disputada por la Segunda Guerra Mundial(1)                   |
| 1944-45   | Liga no disputada por la Segunda Guerra Mundial(1) | Liga no disputada por la Segunda Guerra Mundial(1) | Liga no disputada por la Segunda Guerra Mundial(1) | Liga no disputada por la Segunda Guerra Mundial(1)                   |
| 1945-46   | Torino F. C. (2)                                   | Juventus F. C.                                     | A. C. Milan                                        |                                                                      |
| 1946-47   | Torino F. C. (3)                                   | Juventus F. C.                                     | Modena F. C.                                       | La Lega Calcio sucede a la FIGC como organizador                     |
| 1947-48   | Torino F. C. (4)                                   | A. C. Milan                                        | Juventus F. C.                                     |                                                                      |
| 1948-49   | Torino F. C. (5)                                   | F. C. Internazionale                               | A. C. Milan                                        |                                                                      |
| 1949-50   | Juventus F. C. (6)                                 | A. C. Milan                                        | F. C. Internazionale                               |                                                                      |
| 1950-51   | A. C. Milan (1)                                    | F. C. Internazionale                               | Juventus F. C.                                     |                                                                      |
| 1951-52   | Juventus F. C. (7)                                 | A. C. Milan                                        | F. C. Internazionale                               |                                                                      |
| 1952-53   | F. C. Internazionale (4)                           | Juventus F. C.                                     | A. C. Milan                                        |                                                                      |
| 1953-54   | F. C. Internazionale (5)                           | Juventus F. C.                                     | A. C. Milan                                        |                                                                      |
| 1954-55   | A. C. Milan (2)                                    | Udinese Calcio                                     | A. S. Roma                                         |                                                                      |
| 1955-56   | A. C. F. Fiorentina (1)                            | A. C. Milan                                        | F. C. Internazionale                               |                                                                      |
| 1956-57   | A. C. Milan (3)                                    | A. C. F. Fiorentina                                | S. S. Lazio                                        |                                                                      |
| 1957-58   | Juventus F. C. (8)                                 | A. C. F. Fiorentina                                | Calcio Padova                                      | Primera estrella de campeón otorgada                                 |
| 1958-59   | A. C. Milan (4)                                    | A. C. F. Fiorentina                                | F. C. Internazionale                               |                                                                      |
| 1959-60   | Juventus F. C. (9)                                 | A. C. F. Fiorentina                                | A. C. Milan                                        |                                                                      |
| 1960-61   | Juventus F. C. (10)                                | A. C. Milan                                        | F. C. Internazionale                               |                                                                      |
| 1961-62   | A. C. Milan (5)                                    | F. C. Internazionale                               | A. C. F. Fiorentina                                |                                                                      |
| 1962-63   | F. C. Internazionale (6)                           | Juventus F. C.                                     | Milan A. C.                                        |                                                                      |
| 1963-64   | Bologna F. C. (5)                                  | F. C. Internazionale                               | Milan A. C.                                        |                                                                      |
| 1964-65   | F. C. Internazionale (7)                           | Milan A. C.                                        | Torino F. C.                                       |                                                                      |
| 1965-66   | F. C. Internazionale (8)                           | Bologna F. C.                                      | S. S. C. Napoli                                    | Segunda estrella de campeón otorgada                                 |
| 1966-67   | Juventus F. C. (11)                                | F. C. Internazionale                               | Bologna F. C.                                      |                                                                      |
| 1967-68   | Milan A. C. (6)                                    | S. S. C. Napoli                                    | Juventus F. C.                                     |                                                                      |
| 1968-69   | A. C. F. Fiorentina (2)                            | Cagliari Calcio                                    | Milan A. C.                                        |                                                                      |
| 1969-70   | Cagliari Calcio (1)                                | F. C. Internazionale                               | Juventus F. C.                                     |                                                                      |
| 1970-71   | F. C. Internazionale (9)                           | Milan A. C.                                        | S. S. C. Napoli                                    |                                                                      |
| 1971-72   | Juventus F. C. (12)                                | Milan A. C.                                        | Torino F. C.                                       |                                                                      |
| 1972-73   | Juventus F. C. (13)                                | Milan A. C.                                        | S. S. Lazio                                        |                                                                      |
| 1973-74   | S. S. Lazio (1)                                    | Juventus F. C.                                     | S. S. C. Napoli                                    |                                                                      |
| 1974-75   | Juventus F. C. (14)                                | S. S. C. Napoli                                    | A. S. Roma                                         |                                                                      |
| 1975-76   | Torino F. C. (6)                                   | Juventus F. C.                                     | Milan A. C.                                        |                                                                      |
| 1976-77   | Juventus F. C. (15)                                | Torino F. C.                                       | A. C. F. Fiorentina                                |                                                                      |
| 1977-78   | Juventus F. C. (16)                                | Vicenza Calcio                                     | Torino F. C.                                       |                                                                      |
| 1978-79   | Milan A. C. (7)                                    | A. C. Perugia Calcio                               | Juventus F. C.                                     | Tercera estrella de campeón otorgada                                 |
| 1979-80   | F. C. Internazionale (10)                          | Juventus F. C.                                     | Torino F. C.                                       |                                                                      |
| 1980-81   | Juventus F. C. (17)                                | A. S. Roma                                         | S. S. C. Napoli                                    |                                                                      |
| 1981-82   | Juventus F. C. (18)                                | A. C. F. Fiorentina                                | A. S. Roma                                         | Cuarta estrella de campeón otorgada                                  |
| 1982-83   | A. S. Roma (2)                                     | Juventus F. C.                                     | F. C. Internazionale                               |                                                                      |
| 1983-84   | Juventus F. C. (19)                                | A. S. Roma                                         | A. C. F. Fiorentina                                |                                                                      |
| 1984-85   | Hellas Verona F. C. (1)                            | Torino F. C.                                       | F. C. Internazionale                               |                                                                      |
| 1985-86   | Juventus F. C. (20)                                | A. S. Roma                                         | S. S. C. Napoli                                    |                                                                      |
| 1986-87   | S. S. C. Napoli (1)                                | Juventus F. C.                                     | F. C. Internazionale                               |                                                                      |
| 1987-88   | Milan A. C. (8)                                    | S. S. C. Napoli                                    | A. S. Roma                                         |                                                                      |
| 1988-89   | F. C. Internazionale (11)                          | S. S. C. Napoli                                    | Milan A. C.                                        |                                                                      |
| 1989-90   | S. S. C. Napoli (2)                                | Milan A. C.                                        | F. C. Internazionale                               |                                                                      |
| 1990-91   | U. C. Sampdoria (1)                                | Milan A. C.                                        | F. C. Internazionale                               |                                                                      |
| 1991-92   | Milan A. C. (9)                                    | Juventus F. C.                                     | Torino F. C.                                       | Primer campeón invicto                                               |
| 1992-93   | Milan A. C. (10)                                   | F. C. Internazionale                               | Parma F. C.                                        |                                                                      |
| 1993-94   | Milan A. C. (11)                                   | Juventus F. C.                                     | U. C. Sampdoria                                    |                                                                      |
| 1994-95   | Juventus F. C. (21)                                | S. S. Lazio                                        | Parma F. C.                                        |                                                                      |
| 1995-96   | Milan A. C. (12)                                   | Juventus F. C.                                     | S. S. Lazio                                        |                                                                      |
| 1996-97   | Juventus F. C. (22)                                | Parma F. C.                                        | F. C. Internazionale                               |                                                                      |
| 1997-98   | Juventus F. C. (23)                                | F. C. Internazionale                               | Udinese Calcio                                     |                                                                      |
| 1998-99   | Milan A. C. (13)                                   | S. S. Lazio                                        | A. C. F. Fiorentina                                |                                                                      |
| 1999-00   | S. S. Lazio (2)                                    | Juventus F. C.                                     | Milan A. C.                                        |                                                                      |
| 2000-01   | A. S. Roma (3)                                     | Juventus F. C.                                     | S. S. Lazio                                        |                                                                      |
| 2001-02   | Juventus F. C. (24)                                | A. S. Roma                                         | F. C. Internazionale                               |                                                                      |
| 2002-03   | Juventus F. C. (25)                                | F. C. Internazionale                               | Milan A. C.                                        |                                                                      |
| 2003-04   | A. C. Milan (14)                                   | A. S. Roma                                         | Juventus F. C.                                     |                                                                      |
| 2004-05   | (2)                                                | A. C. Milan                                        | F. C. Internazionale                               |                                                                      |
| 2005-06   | F. C. Internazionale (12)                          | A. S. Roma                                         | A. C. Milan                                        |                                                                      |
| 2006-07   | F. C. Internazionale (13)                          | A. S. Roma                                         | S. S. Lazio                                        |                                                                      |
| 2007-08   | F. C. Internazionale (14)                          | A. S. Roma                                         | Juventus F. C.                                     |                                                                      |
| 2008-09   | F. C. Internazionale (15)                          | Juventus F. C.                                     | A. C. Milan                                        |                                                                      |
| 2009-10   | F. C. Internazionale (16)                          | A. S. Roma                                         | A. C. Milan                                        |                                                                      |
| 2010-11   | A. C. Milan (15)                                   | F. C. Internazionale                               | S. S. C. Napoli                                    | La Lega Serie A sucede a la Lega Calcio como organizador             |
| 2011-12   | Juventus F. C. (26)                                | A. C. Milan                                        | Udinese Calcio                                     | Campeón invicto                                                      |
| 2012-13   | Juventus F. C. (27)                                | S. S. C. Napoli                                    | A. C. Milan                                        |                                                                      |
| 2013-14   | Juventus F. C. (28)                                | A. S. Roma                                         | S. S. C. Napoli                                    | Mayor puntuación de un campeón y quinta estrella de campeón otorgada |
| 2014-15   | Juventus F. C. (29)                                | A. S. Roma                                         | S. S. Lazio                                        |                                                                      |
| 2015-16   | Juventus F. C. (30)                                | S. S. C. Napoli                                    | A. S. Roma                                         |                                                                      |
| 2016-17   | Juventus F. C. (31)                                | A. S. Roma                                         | S. S. C. Napoli                                    |                                                                      |
| 2017-18   | Juventus F. C. (32)                                | S. S. C. Napoli                                    | A. S. Roma                                         |                                                                      |
| 2018-19   | Juventus F. C. (33)                                | S. S. C. Napoli                                    | Atalanta B. C.                                     |                                                                      |
| 2019-20   | Juventus F. C. (34)                                | F. C. Internazionale                               | Atalanta B. C.                                     | Récord de campeonatos consecutivos (9)                               |
| 2020-21   | F. C. Internazionale (17)                          | A. C. Milan                                        | Atalanta B. C.                                     |                                                                      |
| 2021-22   | A. C. Milan (16)                                   | F. C. Internazionale                               | S. S. C. Napoli                                    |                                                                      |
| 2022-23   | S. S. C. Napoli (3)                                | S. S. Lazio                                        | F. C. Internazionale                               |                                                                      |
| 2023-24   | F. C. Internazionale (18)                          | A. C. Milan                                        | Juventus F. C.                                     | Sexta estrella de campeón otorgada                                   |
| 2024-25   | S. S. C. Napoli (4)                                | F. C. Internazionale                               | Atalanta B. C.                                     |                                                                      |

## Palmarés

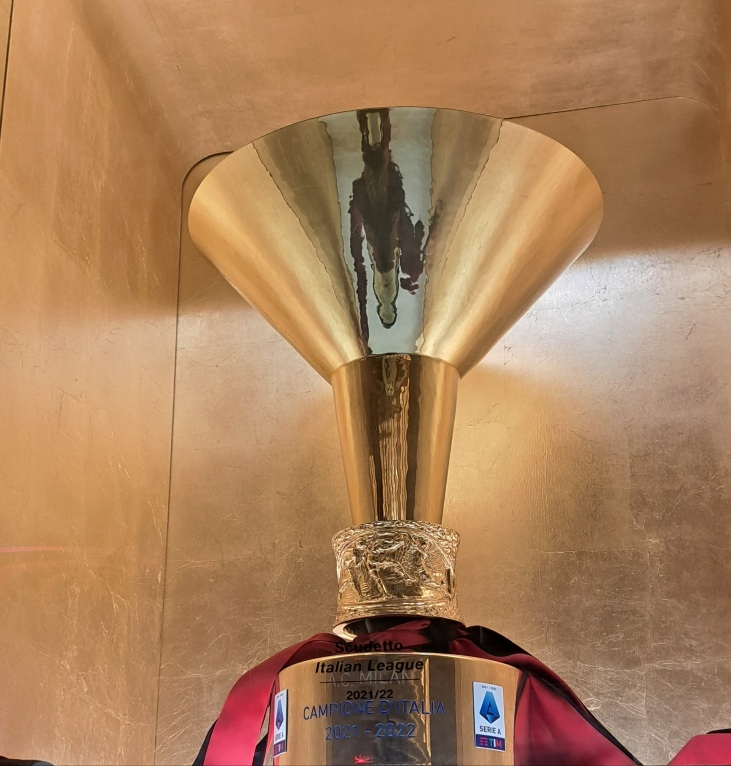
El trofeo del campeonato de la Serie A

Para el palmarés histórico del Campeonato de Italia, véase: Palmarés histórico de la Primera División de Italia (desde 1898).
En el palmarés de la Serie A domina la Juventus F. C. con 36 campeonatos, seguida de los 20 del F. C. Internazionale y los 19 del A. C. Milan. Atendiendo al global de la Primera División de Italia, con sus campeonatos predecesores, son los mismos tres equipos con 36, 20 y 19 campeonatos respectivamente los más laureados.
| Club                       | 1.º | 2.º | 3.º | Años de los campeonatos |
| -------------------------- | --- | --- | --- | --- |
| Juventus F. C.             | 36  | 20  | 14  | 1905, 1926, 1931, 1932, 1933, 1934, 1935, 1950, 1952, 1958, 1960, 1961, 1967, 1972, 1973, 1975, 1977, 1978, 1981, 1982, 1984, 1986, 1995, 1997, 1998, 2002, 2003, 2012, 2013, 2014, 2015, 2016, 2017, 2018, 2019, 2020 |
| F. C. Internazionale       | 20  | 17  | 15  | 1910, 1920, 1930, 1938, 1940, 1953, 1954, 1963, 1965, 1966, 1971, 1980, 1989, 2006, 2007, 2008, 2009, 2010, 2021, 2024                                                                                                 |
| A. C. Milan                | 19  | 16  | 21  | 1901, 1906, 1907, 1951, 1955, 1957, 1959, 1962, 1968, 1979, 1988, 1992, 1993, 1994, 1996, 1999, 2004, 2011, 2022 |
| Genoa F.C                  | 9   | 4   | 2   | 1898, 1899, 1900, 1902, 1903, 1904, 1915, 1923, 1924 |
| Torino F. C.               | 7   | 7   | 7   | 1928, 1943, 1946, 1947, 1948, 1949, 1976 |
| Bologna F. C.              | 7   | 4   | 3   | 1925, 1929, 1936, 1937, 1939, 1941, 1964 |
| F.C. Pro Vercelli 1892     | 7   | 1   | -   | 1908, 1909, 1911, 1912, 1913, 1921, 1922 |
| S. S. C. Napoli            | 4   | 8   | 10  | 1987, 1990, 2023, 2025 |
| A. S. Roma                 | 3   | 14  | 7   | 1942, 1983, 2001 |
| S. S. Lazio                | 2   | 6   | 6   | 1974, 2000 |
| A. C. F. Fiorentina        | 2   | 5   | 5   | 1956, 1969 |
| U. C. Sampdoria            | 1   | -   | 3   | 1991 |
| F.C. Casale                | 1   | -   | -   | 1914 |
| A.S.D. Novese              | 1   | -   | -   | 1922 |
| Cagliari Calcio            | 1   | -   | -   | 1970 |
| Hellas Verona F. C.        | 1   | -   | -   | 1985 |
| U. S. Milanese             | -   | 2   | 1   | |
| Internazionale Torino      | -   | 2   | 1   | |
| Vicenza Calcio             | -   | 2   | -   | |
| U. S. Alba Audace          | -   | 2   | -   | |
| Parma F. C.                | -   | 1   | 2   | |
| Udinese Calcio             | -   | 1   | 2   | |
| Venezia F. C.              | -   | 1   | 1   | |
| F. C. Torinese             | -   | 1   | 1   | |
| A. C. Perugia Calcio       | -   | 1   | -   | |
| A. S. Livorno Calcio       | -   | 1   | -   | |
| Savoia                     | -   | 1   | -   | |
| Ginnastica Sampierdarenese | -   | 1   | -   | |
| A. C. Pisa                 | -   | 1   | -   | |
| Atalanta BC                | -   | -   | 4   | |

- Los campeonatos de 2004-05 y 2005-06 obtenidos por la Juventus no fueron adjudicados al equipo turinés por el escándalo del 'Calciopoli'.

## Estadísticas

### Clasificación histórica
Los 3952 puntos logrados por la Juventus Football Club lo sitúan como líder la clasificación histórica de la competición entre los 68 equipos que alguna vez han participado en la misma. El segundo clasificado es el Football Club Internazionale, y el tercero, la Associazione Calcio Milan. Elaborada por la Lega Serie A, se basa en los puntos conseguidos por cada equipo en la Serie A, basándose en el sistema de puntuación histórico de victoria de dos puntos, y estableciendo un registro histórico con el de tres puntos. La siguiente tabla abarca desde la temporada 1929-30 hasta 2018-19.
El único club que ha estado presentes en todas las ediciones de la competición es el ya citado F. C. Internazionale.
| Pos |  | Club                 | Temporadas | Puntos | PJ   | PG   | PE  | PP  | Pts. ×3 | Títulos | % Éxito 1 | % Éxito 2 | Div. actual |
| --- |  | -------------------- | ---------- | ------ | ---- | ---- | --- | --- | ------- | ------- | --------- | --------- | ----------- |
| 1.  |  | Juventus F. C.       | 86         | 3952   | 2886 | 1583 | 786 | 517 | 5535    | 34      | 38.64     | 39.53     | Serie A     |
| 2.  |  | F. C. Internazionale | 87         | 3705   | 2924 | 1444 | 817 | 663 | 5149    | 17      | 20        | 20        | Serie A     |
| 3.  |  | A. C. Milan          | 85         | 3596   | 2864 | 1377 | 850 | 637 | 4981    | 16      | 18.82     | 19.28     | Serie A     |
| 4.  |  | A. S. Roma           | 86         | 3290   | 2886 | 1211 | 868 | 807 | 4501    | 3       | 3.53      | 3.57      | Serie A     |
| 5.  |  | A. C. F. Fiorentina  | 81         | 2976   | 2724 | 1078 | 835 | 811 | 4069    | 2       | 2.35      | 2.53      | Serie A     |
| 6.  |  | S. S. Lazio          | 76         | 2707   | 2586 | 973  | 768 | 849 | 3687    | 2       | 2.35      | 2.7       | Serie A     |
| 7.  |  | S. S. C. Napoli      | 73         | 2686   | 2432 | 963  | 761 | 708 | 3650    | 4       | 2.35      | 2.82      | Serie A     |
| 8.  |  | Torino F. C.         | 75         | 2643   | 2496 | 913  | 818 | 765 | 3557    | 6       | 7.06      | 8.22      | Serie A     |
| 9.  |  | Bologna F. C.        | 72         | 2477   | 2422 | 862  | 761 | 799 | 3347    | 5       | 5.88      | 7.14      | Serie A     |
| 10. |  | U. C. Sampdoria      | 62         | 2098   | 2126 | 713  | 673 | 740 | 2812    | 1       | 1.18      | 1.67      | Serie B     |

### Tabla histórica de goleadores
Para un completo detalle véase Máximos goleadores de la Primera División de Italia.
El italiano Silvio Piola es el máximo anotador de la competición con 274 goles, seguido de su compatriota Francesco Totti y del sueco Gunnar Nordahl con 250 y 225, respectivamente. El italiano Fabio Quagliarella es el jugador en activo con más goles, con 196, mientras que el sueco Nordahl es quien posee el mejor registro anotador con 0,77 goles por encuentro.
Cabe destacar también que el mencionado Nordahl es uno de los jugadores que más goles ha anotado en las máximas categorías del fútbol europeo, con 377 goles.
En los registros no se incluyen partidos de los anteriores campeonatos de Divisione Nazionale, Prima Divisione, Prima Categoria, Campionato Italiano di Football y Campionato Nazionale di Football. Contabilizando dichos registros es Piola con 290 goles quien encabeza el listado, seguido de los 262 de Meazza y los 250 de Totti.
Nota: Contabilizados los partidos y goles en partidos de play-off. En negrita jugadores activos en la competición.
| \| Pos. \| Jugador \| G. \| Part. \| Prom. \| Debut \| Equipo debut \| Otros clubes \| \| ---- \| -------------------- \| --- \| ----- \| ----- \| ----- \| -------------------------- \| --------------------------------------------------------------------------------------------------------------------------------------------------------- \| \| 1 \| Silvio Piola \| 274 \| 537 \| 0.51 \| 1929 \| U. S. Pro Vercelli (51) \| S. S. Lazio (143), Juventus F. C. (10), Novara Calcio (70) \| \| 2 \| Francesco Totti \| 250 \| 619 \| 0.40 \| 1992 \| A. S. Roma (250) \| \| \| 3 \| Gunnar Nordahl \| 225 \| 291 \| 0.77 \| 1949 \| A. C. Milan (210) \| A. S. Roma (15) \| \| 4 \| Giuseppe Meazza \| 216 \| 367 \| 0.59 \| 1929 \| F. C. Internazionale (197) \| A. C. Milan (9), Juventus F. C. (10) \| \| = \| José Altafini \| 216 \| 459 \| 0.47 \| 1958 \| A. C. Milan (120) \| S. S. C. Napoli (71), Juventus F. C. (25) \| \| 6 \| Antonio Di Natale \| 209 \| 445 \| 0.47 \| 2002 \| Empoli F. C. (18) \| Udinese Calcio (191) \| \| 7 \| Roberto Baggio \| 205 \| 452 \| 0.45 \| 1985 \| A. C. Fiorentina (39) \| 5 equiposJuventus F. C. (78), A. C. Milan (12), Bologna F. C. (22), F. C. Internazionale (9). Brescia Calcio (45) \| \| 8 \| Ciro Immobile \| 201 \| 353 \| 0.56 \| 2008 \| Juventus F. C. (0) \| Genoa C. F. C. (5), Torino F. C. (27), S. S. Lazio (169) \| \| 9 \| Kurt Hamrin \| 190 \| 400 \| 0.48 \| 1956 \| Juventus F. C. (8) \| 4 equiposCalcio Padova (20), A. C. Fiorentina (150), A. C. Milan (9), S. S. C. Napoli (3) \| \| 10 \| Giuseppe Signori \| 188 \| 344 \| 0.55 \| 1991 \| Foggia Calcio (11) \| S. S. Lazio (107), U. C. Sampdoria (3), Bologna F. C. (67) \| \| = \| Alessandro Del Piero \| 188 \| 478 \| 0.39 \| 1993 \| Juventus (188) \| \| \| = \| Alberto Gilardino \| 188 \| 514 \| 0.37 \| 1999 \| Piacenza Calcio (3) \| 7 equiposHellas Verona F. C. (5), Parma Calcio (50), A. C. Milan (36), A. C. Fiorentina (52), Genoa C. F. C. (19), Bologna F. C. (13), U. S. Palermo (10) \| \| 13 \| Gabriel Batistuta \| 183 \| 318 \| 0.58 \| 1991 \| A. C. Fiorentina (151) \| A. S. Roma (30), F. C. Internazionale (2) \| \| 14 \| Fabio Quagliarella \| 182 \| 556 \| 0.32 \| 1999 \| Torino F. C. (18) \| Ascoli F. C. (3), Udinese Calcio (25), S. S. C. Napoli (11), Juventus F. C. (23), U. C. Sampdoria (102) \| \| 15 \| Giampiero Boniperti \| 178 \| 443 \| 0.40 \| 1946 \| Juventus F. C. (178) \| \| Estadísticas actualizadas hasta el último partido jugado el 4 de mayo de 2024. |                      |     |       |       |       |                            | |
| Pos. | Jugador              | G.  | Part. | Prom. | Debut | Equipo debut               | Otros clubes |
| 1 | Silvio Piola         | 274 | 537   | 0.51  | 1929  | U. S. Pro Vercelli (51)    | S. S. Lazio (143), Juventus F. C. (10), Novara Calcio (70)                                                                                                |
| 2 | Francesco Totti      | 250 | 619   | 0.40  | 1992  | A. S. Roma (250)           | |
| 3 | Gunnar Nordahl       | 225 | 291   | 0.77  | 1949  | A. C. Milan (210)          | A. S. Roma (15) |
| 4 | Giuseppe Meazza      | 216 | 367   | 0.59  | 1929  | F. C. Internazionale (197) | A. C. Milan (9), Juventus F. C. (10) |
| = | José Altafini        | 216 | 459   | 0.47  | 1958  | A. C. Milan (120)          | S. S. C. Napoli (71), Juventus F. C. (25) |
| 6 | Antonio Di Natale    | 209 | 445   | 0.47  | 2002  | Empoli F. C. (18)          | Udinese Calcio (191) |
| 7 | Roberto Baggio       | 205 | 452   | 0.45  | 1985  | A. C. Fiorentina (39)      | 5 equiposJuventus F. C. (78), A. C. Milan (12), Bologna F. C. (22), F. C. Internazionale (9). Brescia Calcio (45)                                         |
| 8 | Ciro Immobile        | 201 | 353   | 0.56  | 2008  | Juventus F. C. (0)         | Genoa C. F. C. (5), Torino F. C. (27), S. S. Lazio (169)                                                                                                  |
| 9 | Kurt Hamrin          | 190 | 400   | 0.48  | 1956  | Juventus F. C. (8)         | 4 equiposCalcio Padova (20), A. C. Fiorentina (150), A. C. Milan (9), S. S. C. Napoli (3)                                                                 |
| 10 | Giuseppe Signori     | 188 | 344   | 0.55  | 1991  | Foggia Calcio (11)         | S. S. Lazio (107), U. C. Sampdoria (3), Bologna F. C. (67)                                                                                                |
| = | Alessandro Del Piero | 188 | 478   | 0.39  | 1993  | Juventus (188)             | |
| = | Alberto Gilardino    | 188 | 514   | 0.37  | 1999  | Piacenza Calcio (3)        | 7 equiposHellas Verona F. C. (5), Parma Calcio (50), A. C. Milan (36), A. C. Fiorentina (52), Genoa C. F. C. (19), Bologna F. C. (13), U. S. Palermo (10) |
| 13 | Gabriel Batistuta    | 183 | 318   | 0.58  | 1991  | A. C. Fiorentina (151)     | A. S. Roma (30), F. C. Internazionale (2) |
| 14 | Fabio Quagliarella   | 182 | 556   | 0.32  | 1999  | Torino F. C. (18)          | Ascoli F. C. (3), Udinese Calcio (25), S. S. C. Napoli (11), Juventus F. C. (23), U. C. Sampdoria (102)                                                   |
| 15 | Giampiero Boniperti  | 178 | 443   | 0.40  | 1946  | Juventus F. C. (178)       | |

### Jugadores con mayor cantidad de encuentros disputados
Para un completo detalle véase Jugadores con más presencias en la Primera División de Italia.
El jugador con más presencias en la historia de la Serie A es el italiano Gianluigi Buffon con 657 partidos, diez por encima de Paolo Maldini quien disputó un total de 647 durante las 24 temporadas en las que permaneció en activo, y ambos seguidos por Francesco Totti y sus 619 partidos, y los 615 de Javier Zanetti. Son a fecha de 2023 los únicos cuatro por encima de los 600 encuentros.
A continuación se indican los veinte jugadores con más presencias en Serie A.[cita requerida]
Nota: Contabilizados los partidos y goles en partidos de play-off. En negrita jugadores activos en la competición.
| \| Pos. \| Jugador \| P. J. \| Debut \| Equipo debut \| Otros clubes \| \| ---- \| ------------------ \| ----- \| ------- \| -------------------------- \| ------------------------------------------------------------------------------------------------------------------------------------------------------------------------------------------- \| \| 1 \| Gianluigi Buffon \| 657 \| 1995-96 \| Parma F. C. (168) \| Juventus F. C. (489) \| \| 2 \| Paolo Maldini \| 647 \| 1984-85 \| A. C. Milan (647) \| \| \| 3 \| Francesco Totti \| 619 \| 1992-93 \| A. S. Roma (619) \| \| \| 4 \| Javier Zanetti \| 615 \| 1995-96 \| F. C. Internazionale (615) \| \| \| 5 \| Gianluca Pagliuca \| 592 \| 1987-88 \| U. C. Sampdoria (198) \| F. C. Internazionale (165), Bologna F. C. (206), Ascoli (23) \| \| 6 \| Dino Zoff \| 570 \| 1961-62 \| Udinese Calcio (4) \| Mantova (93), S. S. C. Napoli (143), Juventus F. C. (330) \| \| 7 \| Samir Handanovič \| 566 \| 2004-05 \| Udinese Calcio (182) \| A. C. Treviso (3), S. S. Lazio (1), F. C. Internazionale (380) \| \| 8 \| Pietro Vierchowod \| 562 \| 1980-81 \| Calcio Como (30) \| 6 equiposA. C. Fiorentina (28), A. S. Roma (30), U. C. Sampdoria (358), Juventus F. C. (21), A. C. Milan (16), Piacenza (79) \| \| 9 \| Fabio Quagliarella \| 556 \| 1999-00 \| Torino F. C. (55) \| Ascoli Calcio (33), U. C. Sampdoria (277), Udinese Calcio (73), S. S. C. Napoli (34), Juventus F. C. (84) \| \| 10 \| Roberto Mancini \| 541 \| 1981-82 \| Bologna F. C. (30) \| U. C. Sampdoria (424), S. S. Lazio (87) \| \| 11 \| Silvio Piola \| 537 \| 1929-30 \| U. S. Pro Vercelli (127) \| S. S. Lazio (227), Juventus F. C. (28), Novara Calcio (155) \| \| 12 \| Enrico Albertosi \| 532 \| 1958-59 \| A. C. Fiorentina (185) \| Cagliari (177), A. C. Milan (170) \| \| 13 \| Gianni Rivera \| 527 \| 1958-59 \| Alessandria (26) \| A. C. Milan (501) \| \| 14 \| Giuseppe Bergomi \| 519 \| 1980-81 \| F. C. Internazionale (519) \| \| \| 15 \| Alberto Gilardino \| 514 \| 1999-00 \| Piacenza Calcio (17) \| 9 equiposHellas Verona F. C. (39), Parma Calcio (96), A. C. Milan (94), A. C. Fiorentina (132), Genoa C. F. C. (50), Bologna F. C. (36), U. S. Palermo (33), Empoli F. C. (14), Pescara (3) \| \| 16 \| Ciro Ferrara \| 500 \| 1984-85 \| S. S. C. Napoli (247) \| Juventus F. C. (253) \| Estadísticas actualizadas hasta el último partido jugado el 6 de octubre de 2023. |                    |       |         |                            | |
| Pos. | Jugador            | P. J. | Debut   | Equipo debut               | Otros clubes |
| 1 | Gianluigi Buffon   | 657   | 1995-96 | Parma F. C. (168)          | Juventus F. C. (489) |
| 2 | Paolo Maldini      | 647   | 1984-85 | A. C. Milan (647)          | |
| 3 | Francesco Totti    | 619   | 1992-93 | A. S. Roma (619)           | |
| 4 | Javier Zanetti     | 615   | 1995-96 | F. C. Internazionale (615) | |
| 5 | Gianluca Pagliuca  | 592   | 1987-88 | U. C. Sampdoria (198)      | F. C. Internazionale (165), Bologna F. C. (206), Ascoli (23) |
| 6 | Dino Zoff          | 570   | 1961-62 | Udinese Calcio (4)         | Mantova (93), S. S. C. Napoli (143), Juventus F. C. (330) |
| 7 | Samir Handanovič   | 566   | 2004-05 | Udinese Calcio (182)       | A. C. Treviso (3), S. S. Lazio (1), F. C. Internazionale (380) |
| 8 | Pietro Vierchowod  | 562   | 1980-81 | Calcio Como (30)           | 6 equiposA. C. Fiorentina (28), A. S. Roma (30), U. C. Sampdoria (358), Juventus F. C. (21), A. C. Milan (16), Piacenza (79)                                                                |
| 9 | Fabio Quagliarella | 556   | 1999-00 | Torino F. C. (55)          | Ascoli Calcio (33), U. C. Sampdoria (277), Udinese Calcio (73), S. S. C. Napoli (34), Juventus F. C. (84)                                                                                   |
| 10 | Roberto Mancini    | 541   | 1981-82 | Bologna F. C. (30)         | U. C. Sampdoria (424), S. S. Lazio (87) |
| 11 | Silvio Piola       | 537   | 1929-30 | U. S. Pro Vercelli (127)   | S. S. Lazio (227), Juventus F. C. (28), Novara Calcio (155) |
| 12 | Enrico Albertosi   | 532   | 1958-59 | A. C. Fiorentina (185)     | Cagliari (177), A. C. Milan (170) |
| 13 | Gianni Rivera      | 527   | 1958-59 | Alessandria (26)           | A. C. Milan (501) |
| 14 | Giuseppe Bergomi   | 519   | 1980-81 | F. C. Internazionale (519) | |
| 15 | Alberto Gilardino  | 514   | 1999-00 | Piacenza Calcio (17)       | 9 equiposHellas Verona F. C. (39), Parma Calcio (96), A. C. Milan (94), A. C. Fiorentina (132), Genoa C. F. C. (50), Bologna F. C. (36), U. S. Palermo (33), Empoli F. C. (14), Pescara (3) |
| 16 | Ciro Ferrara       | 500   | 1984-85 | S. S. C. Napoli (247)      | Juventus F. C. (253) |

### Palmarés individual
Entre los jugadores con más títulos destacan el italiano Gianluigi Buffon con 10 campeonatos, seguido por los 9 campeonatos logrados por los también italianos Giorgio Chiellini y Leonardo Bonucci, y los 8 campeonatos logrados por los italianos Andrea Barzagli (todos los anteriores logrados con la Juventus de Turín excepto un título de Bonucci con el F. C. Internazionale), Giuseppe Furino (todos con la Juventus), Giovanni Ferrari (cinco con la Juventus, dos con el Internazionale y uno con el Bologna) y Virginio Rosetta (seis con la Juventus y dos con Pro Vercelli).

### Entrenadores campeones
En el palmarés individual, por parte de los entrenadores, destaca Giovanni Trapattoni quien logró siete campeonatos, seguido de los seis logrados por Massimiliano Allegri. Tras ellos se sitúan los cinco títulos logrados por Fabio Capello y Marcello Lippi.
- Lista de técnicos con al menos 4 títulos en la Serie A.

| Técnico              | Títulos | Años campeón                             |
| -------------------- | ------- | ---------------------------------------- |
| Giovanni Trapattoni  | 7       | 1977, 1978, 1981, 1982, 1984, 1986, 1989 |
| Massimiliano Allegri | 6       | 2011, 2015, 2016, 2017, 2018, 2019       |
| Fabio Capello        | 5       | 1992, 1993, 1994, 1996, 2001             |
| Marcello Lippi       | 5       | 1995, 1997, 1998, 2002, 2003             |
| Antonio Conte        | 5       | 2012, 2013, 2014, 2021, 2025             |
| Carlo Carcano        | 4       | 1931, 1932, 1933, 1934                   |